# Netopýří bomba

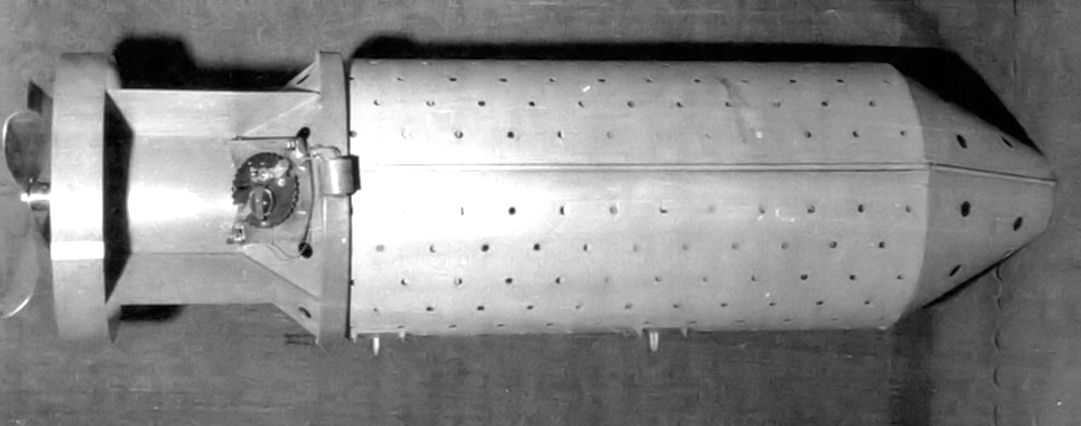
Kazeta, ve které se měli nacházet netopýři určeni k bombovému útoku

Netopýří bomby (anglicky bat bombs) byly malé zápalné bomby připevněné k netopýrům (tadarida guánová [Tadarida brasiliensis]). Tato zbraň byla vyvinuta ve Spojených státech v době druhé světové války s cílem zaútočit na vnitrozemí japonského císařství.
K vývinu bomby přispěly celkem čtyři biologické faktory. Netopýři se vyskytují ve velkých počtech, jsou schopni unést zátěž, která přesahuje jejich vlastní hmotnost, létají v noci a před úsvitem se schovávají do dutin, a konečně pokud hibernují (spí) nevyžadují žádné krmení ani jinou náročnou péči. Tyto vlastnosti netopýrů byly ideální pro jejich vojenské využití jako nosičů bomb do japonských vojenských zařízení. Bomby neměly obsahovat explozivní nálože, ale zápalné slože; důvodem byl fakt, že většina budov v Japonsku byla v té době postavena ze snadno vznětlivých materiálů (bambus, papír, dřevo).
Ve skutečnosti nebyl projekt netopýrů coby nosičů bomb nikdy nasazen v praxi. Sice proběhly armádní zkoušky s uspokojivým výsledkem, ale pro útok na císařské Japonsko nakonec byly vybrány konvenční zbraně.